# Wielki Liban
Wielki Liban – historyczne państwo funkcjonujące od 1 września 1920 roku, które w maju 1926 stało się Republiką Libańską i jest poprzednikiem współczesnego Libanu. Państwo zostało ogłoszone 1 września 1920, zgodnie z dekretem 318 z 31 sierpnia 1920 roku, jako mandat Ligi Narodów zgodnie z proponowanymi warunkami mandatu dla Syrii i Libanu, który miał być ratyfikowany w 1923 roku. Kiedy Imperium Osmańskie zostało formalnie podzielone na mocy traktatu z Sèvres w 1920 zdecydowano, że cztery z jego terytoriów na Bliskim Wschodzie powinny być mandatami Ligi Narodów tymczasowo zarządzanymi przez Wielką Brytanię i Francję w imieniu Ligi. Brytyjczycy otrzymali Palestynę i Irak, a Francuzom mandat nad Syrią i Libanem.

## Historia
Liban był częścią Syrii, która decyzją Ligi Narodów została przyznana Francji jako terytorium mandatowe. Przed I wojną światową Liban znajdował się pod kontrolą Imperium Osmańskiego jako wilajet Bejrutu i wchodził w skład tak zwanej Wielkiej Syrii.
1 września 1920 roku francuski generał Gouraud, który zarządzał terytorium mandatowym, dokonał jego podziału na części. Na terenie Syrii powstały okręgi. Jednym z nich był Wielki Liban ze stolicą w Bejrucie. Nowemu terytorium nadano flagę, która przedstawiała cedr libański na tle flagi francuskiej. 
Liban został stworzony, aby zapewnić poparcie maronitów i innych lokalnych chrześcijan dla panowania Francji na obszarze mandatu. Chrześcijańscy mieszkańcy tych ziem od dawna marzyli o własnym państwie, wolnym od muzułmańskiej dominacji. Działania Francuzów spotkały się z ich entuzjastycznym poparciem.
Muzułmanie jednak protestowali przeciwko utworzeniu Wielkiego Libanu i przyznawaniu mu niektórych terenów – Trypolisu (który był ważnym portem morskim) i ziem, na których dominowali wyznawcy islamu. W 1922 muzułmanie zbojkotowali spis powszechny w Libanie i odmówili używania nowych kart identyfikacyjnych, dopóki nie usunie się z nich wpisu o obywatelstwie libańskim. Wielu z nich przez cały czas, konsekwentnie domagało się połączenia z innymi okręgami. W 1958, kiedy powstała Arabska Republika Syrii, Liban stanął na krawędzi wojny domowej. Muzułmanie domagali się połączenia z nowo powstałą republiką, zaś maronici zdecydowanie się temu sprzeciwiali. Kryzys zakończył się interwencją wojsk amerykańskich. 
Nazwa Wielki Liban wzięła się od przyłączenia do autonomicznego regionu Gór Libańskich Trypolisu i Sydonu oraz doliny Bekaa. Autonomiczny region Gór Libańskich powstał w 1861 roku, za czasów panowania Imperium Osmańskiego, aby chronić zamieszkujących te tereny chrześcijan.

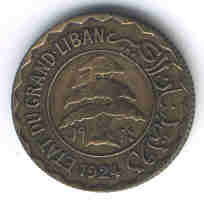
Moneta z Wielkiego Libanu, 1924

Wielki Liban oficjalnie istniał do uchwalenia pierwszej libańskiej konstytucji 24 maja 1926 roku. Po jej ustanowieniu państwo przyjęło nazwę Republiki Libanu. Jego konstytucyjny ustrój był wzorowany na modelu III Republiki Francuskiej. Liban miał posiadać dwuizbowy parlament składający się z Izby Deputowanych i Senatu (ostatecznie jednak zrezygnowano z Senatu), Prezydenta i Rząd. Prezydent miał być wybierany przez Izbę Deputowanych na sześcioletnią kadencję, miał nie ponosić odpowiedzialności politycznej. Członkowie parlamentu mieli być wybierani w wyborach. 
Aby zapobiec niesnaskom między wyznawcami różnych religii wprowadzono podział stanowisk według klucza religijnego. Zwyczaj ten utrzymuje się w Libanie do dzisiaj. Według tamtego podziału prezydent i głównodowodzący armią powinni być chrześcijanami, premier sunnitą a marszałek Izby Deputowanych szyitą. Wśród członków parlamentu istniał trwały podział na chrześcijan i muzułmanów w stosunku 6:5. Pierwszym prezydentem Wielkiego Libanu, trzy dni po uchwaleniu konstytucji, został chrześcijanin Charles Dabbas. 
Teoretycznie władzę ustawodawczą miała sprawować Izba Deputowanych, ale w rzeczywistości należała ona do rządu, który pisał projekty ustaw a parlament zawsze głosował za ich wprowadzeniem. Decydujący głos w najważniejszych sprawach miał i tak Wysoki Komisarz francuski, co często wywoływało niezadowolenie, zwłaszcza wśród nacjonalistów libańskich. 
Pod koniec pierwszej kadencji Charlesa Debbasa, która upływała w 1932, doszło do podziału Izby Deputowanych w sprawie wyboru nowej głowy państwa. Jedni popierali Biszara al-Churiego, inni Émile Eddé. Aby przełamać impas część posłów zaproponowało Szejka Muhammada al Jisra, który był premierem i liderem muzułmanów z Trypolisu. Aby nie dopuścić do wybrania muzułmanina na stanowisko prezydenta, francuski Wysoki Komisarz Henri Ponsot dnia 9 maja 1932 roku zawiesił konstytucję i przedłużył kadencję Debassa o rok. Niezadowolone z takiego obrotu spraw francuskie władze odwołały Ponsota i mianowały na jego miejsce Damiana de Martel. Nowy Wysoki Komisarz 30 stycznia 1934 roku mianował Habiba Paszę as-Saada na prezydenta. Jego kadencja trwała dwa lata.
30 stycznia 1936 roku, w wyniku wyborów, prezydentem Libanu został Émile Eddé. Rok po swoim wyborze ogłosił ponowne wprowadzenie konstytucji z 1926 roku w życie i rozpoczął przygotowania do przeprowadzenia wyborów do Izby Deputowanych. Konstytucja jednak znowu została zawieszona przez Francuzów w 1939 roku.
Liban w 1941 roku ogłosił niepodległość. Została ona uznana dwa lata później. W 1946 roku wycofały się stąd ostatnie wojska francuskie.